# A kétfenekű dob
A kétfenekű dob 1977-ben készült, 1978-ban bemutatott magyar filmszatíra, Gazdag Gyula rendezésében.

## Cselekmény
A film a hetvenes évek Magyarországán játszódik, ahol újabban szinte napi szinten történnek nagy dolgok. Ezúttal éppen Petőfi Sándor új emlékházánál, a hajdani Petrovics fogadóban, ahol a tévések egy vígopera felvételére készülnek. A forgatás hírére megbolydul az egész település, Czakó, a múzeumigazgató pedig egészen lázba jön, mert arra számít, hogy a neves színészek és a televíziósok jelenlétét felhasználhatja egy, az építendő kultúrház javára kigondolt jótékony célú műsor megszervezésére. Reményei szerint nemcsak, hogy magas bevétel várható, de talán még a megyei tanácstól is érkezhetnek extra támogatások a beruházáshoz.
A filmben részletek hangzanak el Charles Adam A lonjumeau-i postakocsis című operájából, Kincses Veronika, Gulyás Dénes és Kishegyi Árpád előadásában.

## Közreműködők

### Szereplők
- Rudolf Hrusínský (magyar hangja Vajda László) – Czakó, kultúrház-igazgató
- Horváth Jenő – Somló, tanácselnök
- Koltai Róbert – Benedek Péter, tanácstitkár
- Csákányi Eszter – Török Anna, titkárnő
- Kiss István – Rácz, a rendező
- Rajhona Ádám – Kálmán, a színész / Chapelou, postakocsis
- Gulyás Dénes – Chapelou (énekhang)
- Molnár Piroska – Madelaine, primadonna
- Kincses Veronika – Madelaine (énekhang)
- Lukáts Andor – Tamás / de Corey márki
- Kishegyi Árpád – de Corey márki (énekhang)
- Garay József
- Dánffy Sándor – erőmüvész
- Hetényi Pál – …
- Ascher Tamás – rendezőasszisztens
- Balázs József – …
- Balogh Tamás – …
- Mész András – …

### Alkotók
- Rendező: Gazdag Gyula
- Forgatókönyvíró: Gazdag Gyula, Györffy Miklós
- Operatőr: Ragályi Elemér
- Zeneszerző: Charles Adam